# Гилдхол
Гилдхол (на английски: Guildhall) е град в САЩ, административен център на окръг Есекс, щата Върмонт. Населението на града е 253 души (по приблизителна оценка за 2017 г.). Според голям знак в центъра на града, Гилдхол е единственият град с това име в целия свят.